# کنینگهال
کنینگهال (به انگلیسی: Kenninghall) یک روستا و محله مدنی در بریتانیا است که در Breckland District واقع شده‌است. کنینگهال ۱۴٫۸۵ کیلومتر مربع مساحت و ۹۵۰ نفر جمعیت دارد.